# Shodan (сайт)
Shodan — поисковая система, позволяющая пользователям искать различные типы серверов (веб-камеры, маршрутизаторы, серверы и так далее), подключённых к сети Интернет, с использованием различных фильтров. Некоторые также описывают её как поисковую систему сервисных баннеров, представляющие собой метаданные, которые сервер отправляет обратно клиенту. Этими метаданными могут быть информация о серверном программном обеспечении, какие опции поддерживает сервис, приветственное сообщение или что-то ещё, что клиент должен выяснить перед взаимодействием с сервером.
Shodan собирает данные главным образом о веб-серверах HTTP/HTTPS (порты 80, 8080, 443, 8443), а также FTP (порт 21), SSH (порт 22), Telnet (порт 23), SNMP (порт 161), IMAP (порты 143 или зашифрованный 993), SMTP (порт 25), SIP (порт 5060) и RTSP (порт 554). Последний протокол может использоваться для доступа к веб-камерам и их видеопотоку.
Сайт был запущен в 2009 году программистом Джоном Мэтерли (англ. John Matherly), который в 2003 году придумал идею поиска устройств, подключённых к Интернету. Название Shodan является отсылкой к SHODAN, персонажу из серии компьютерных игр System Shock.

## Предпосылки создания
Сайт был начат как личный проект Мэтерли, который основывался на том факте, что к Интернету подключено большое количество устройств и компьютерных систем. С тех пор Shodan использовался для поиска систем, включая системы управления водными станциями, электрическими сетями и циклотронами.

## Освещение в СМИ
В мае 2013 года на сайте CNN Money была опубликована статья, в которой подробно описывалось, как Shodan можно использовать для поиска в Интернете систем, создающих опасные ситуации, включая средства управления светофорами. Также были показаны скриншоты этих систем, на которых была размещена предупреждающая надпись «DEATH MAY OCCUR !!!» (с англ. — «может привести к смерти») при подключении.
В сентябре 2013 года Shodan упоминался в статье Forbes, в которой утверждалось, что он использовался для обнаружения недостатков безопасности в камерах видеонаблюдения TRENDnet. На следующий день в Forbes была опубликована вторая статья о типах вещей, которые можно найти с помощью Shodan. Это включало грузовики Caterpillar, у которых были доступны бортовые системы мониторинга, системы отопления и контроля безопасности банков, университетов и крупных корпораций, камеры наблюдения и мониторы сердцебиения плода.
В декабре 2015 года различные новостные агентства, в том числе Ars Technica, сообщили, что исследователь безопасности использовал Shodan для определения доступных баз данных MongoDB в тысячах систем, в том числе в одной, управляемой Kromtech, компании-разработчике антивирусной утилиты MacKeeper для операционной системы macOS.

## Использование
Сайт при помощи веб-краулеров сканирует Интернет в поисках общедоступных устройств. В настоящее время Shodan отображает 10 результатов поиска пользователям без учётной записи и 50 результатов тем, у кого она есть. Если пользователи хотят снять ограничение, они должны указать причину и заплатить взнос. Основными пользователями Shodan являются профессионалы в области компьютерной безопасности, исследователи и правоохранительные органы. Хотя киберпреступники также могут использовать сайт, некоторые из них имеют доступ к ботнетам, которые могут выполнять ту же задачу без обнаружения.

## В культуре
Shodan был показан в американском драматическом сериале «Мистер Робот» в октябре 2017 года. Также упоминается в первой серии первого сезона телесериала «Новый агент Макгайвер».

## Дополнительные материалы
- 84ckf1r3. Белая шляпа для Shodan. Как легально использовать поисковик по IoT // «Хакер» : журнал. — Gameland, 2015. — 4 марта (№ 194). — С. 72—78. — ISSN 1609-1019.
- Шагаев, Иван. Поисковая система Shodan не то, чем кажется. Anti-Malware.ru (18 мая 2018). Дата обращения: 29 августа 2021.
- Карев, Антон. Shodan: самый страшный поисковик интернета // «Системный администратор» : журнал. — Издательский дом «Положевец и партнеры», 2018. — Сентябрь (№ 9). — ISSN 1813-5579.